# New Orleans Ragtime Orchestra
New Orleans Ragtime Orchestra (NORO) war ein 1967 von dem schwedischen Pianisten Lars Edegran, der 1966 nach New Orleans übersiedelte, gegründetes Orchester, das auf der Basis des an der Tulane University archivierten reichhaltigen Notenmaterials von John Robichaux Ragtime, Cakewalks und andere Unterhaltungsmusik der Zeit etwa von 1890 bis 1920 neu aufführte.
Das NORO spielte auf dem Newport Jazz Festival zu den Louis-Armstrong-Feiern, nahm mehrere Platten auf und tourte 1974 durch Europa. Anfang der 1970er Jahre erregte es Aufmerksamkeit, weil es erstmals Orchester-Ragtime wieder zu Gehör brachte (neben Gunther Schullers 1972 gegründeten New England Ragtime Ensemble), nachdem der Ragtime durch die Musik zum Film Der Clou (1973) wieder bekannt wurde. Gründungsmitglieder waren der Violinist William Russell (1905–1992), der Trompeter Lionel Ferbos (geboren 1911), der Bassist Walter Payton junior, der schwedische Klarinettist Orange Kellin (geboren 1944), der Posaunist Paul Crawford (1925–1996), der auch im Archiv der Tulane University arbeitete und die Gründung mitinitiierte, und der Schlagzeuger John Robichaux (geboren 1915), der Neffe des genannten Bandleaders John Robichaux.